# Sphaerodactylus shrevei
Espèce
Sphaerodactylus shrevei est une espèce de geckos de la famille des Sphaerodactylidae.

## Répartition
Cette espèce se rencontre en Jamaïque et à Haïti.

## Étymologie
Cette espèce est nommée en l'honneur de Benjamin Shreve.

## Publication originale
- Lazell, 1961 : A new species of Sphaerodactylus from northern Haiti. Breviora, n. 139, p. 1-5 (texte intégral).